# Romuald Krajewski
Romuald Krajewski – polski lekarz neurochirurg, doktor habilitowany nauk medycznych, profesor nadzwyczajny Centrum Onkologii – Instytutu im. Marii Skłodowskiej-Curie oraz Uniwersytetu Rzeszowskiego, członek Komitetu Bioetyki Prezydium Polskiej Akademii Nauk, wiceprezes Naczelnej Rady Lekarskiej. 

## Życiorys
W 1975 ukończył studia na Wydziale Lekarskim Akademii Medycznej w Warszawie, w 1982 uzyskał stopień doktora nauk medycznych, a w 1997 roku stopień doktora habilitowanego nauk medycznych w zakresie medycyny, specjalność: neurochirurgia.
W latach 2001–2005 był przewodniczącym Naczelnego Sądu Lekarskiego, w okresie od 2006 do 2009 członkiem Prezydium Naczelnej Rady Lekarskiej, a w latach 2010-2013 pełnił funkcję wiceprezesa Naczelnej Rady Lekarskiej. 
Jest prezydentem Europejskiej Unii Lekarzy Specjalistów (European Union of Medical Specialists – UEMS), członkiem Polskiej Grupy Roboczej ds. Problemów Etycznych Końca Życia, kanclerzem Kapituły Odznaczenia Meritus Pro Medicis.
W 2017 roku otrzymał nominację na profesora nauk medycznych.